# Cattedrale di Rennes
La cattedrale di San Pietro (in francese: Cathédrale Saint-Pierre de Rennes) è il principale luogo di culto cattolico di Rennes, nel dipartimento dell'Ille-et-Vilaine. La chiesa, sede dell'arcivescovo di Rennes, è monumento storico di Francia dal 1906.
lo stile è barocco. La facciata esterna è classica.